# Bupalus vestalis
Bupalus vestalis är en fjärilsart som beskrevs av Otto Staudinger 1897. Bupalus vestalis ingår i släktet Bupalus och familjen mätare. Inga underarter finns listade i Catalogue of Life.